# Reino de Leinster
O Reino de Leinster, Laighin em gaélico (ca. 176 - 1171), foi um estado medieval irlandês, feudal e oposto aos invasores noruegueses, que existiu até sua conquista por parte dos normandos no ano 1171.

## História
Em torno do ano 1 supôs-se que já existiam na Irlanda os reinos de Leinster do Norte e Leinster do Sur, dois dos cinco supostos reinos que nessa época se repartiam a ilha. O de Leinster do Norte foi absorvido pelo reino de Connacht. No ano 473 tinha em Irlanda sete reinos, um deles o de Leinster, vassalo do de Mede, ainda que em sua decadência tentava a cada verdadeiro tempo se opor tanto a Connaught como a Mede. Nunca mais voltou a ser um Estado independente, e desapareceu definitivamente com as invasões normandas.